# امانوگاوا (رودخانه)
امانوگاوا (به لاتین: Amanogawa) یک رود در ژاپن است که در Hokkaido Prefecture واقع شده‌است.